# Wadim Pawlowitsch Kapranow
Wadim Pawlowitsch Kapranow (russisch Вадим Павлович Капранов; englisch Vadim Kapranov; * 26. Februar 1940 in Moskau, Sowjetunion; † 4. Juni 2021 ebenda, Russland) war ein sowjetischer und russischer Basketballspieler und -trainer.

## Karriere
Wadim Kapranow begann seine Profikarriere 1958 beim MBK Dynamo Moskau, ab 1960 war er für Petrel Moskau aktiv, ehe er 1963 zum PBK ZSKA Moskau wechselte. Zwischen 1965 und 1973 gewann er mit ZSKA sieben Meistertitel und holte zweimal den FIBA Europapokal der Landesmeister (1968/69, 1970/71). Mit der der sowjetischen Nationalmannschaft gewann er bei den Olympischen Sommerspielen 1968 die Bronzemedaille.
Nach seinem Karriereende 1974 übernahm Kapranow das Traineramt bei ZSKA und war bis 1988 in dieser Funktion tätig. Zudem war er zwischen 1983 und 1986 bei der sowjetische Nationalmannschaft der Damen zunächst als Assistent und später als Trainer aktiv. 1991 wurde er Assistent der sowjetischen Herren-Nationalmannschaft. Auch nach dem Zerfall der Sowjetunion verblieb Kapranow als Co-Trainer bei der Nationalmannschaft: zunächst bei der Gemeinschaft Unabhängiger Staaten und später bei der russischen Nationalmannschaft. Ab 2001 wurde er Chefcoach und übte dieses Amt bis 2004 aus. Dabei gewann er 2004 Olympiabronze, 2002 WM-Silber und führt 2003 Russland zum Europameistertitel. Zudem war Kapranow Trainer bei den französischen Clubs Challes-les-Eaux Basket und CJM Bourges Basket.